# Hypoderma alpinum
Hypoderma alpinum är en svampart som beskrevs av Spooner 1981. Hypoderma alpinum ingår i släktet Hypoderma och familjen Rhytismataceae.   Inga underarter finns listade i Catalogue of Life.